# Cerio (Álava)
Cerio (en euskera y oficialmente Zerio) es un concejo del municipio de Vitoria, en la provincia de Álava, País Vasco (España).

## Toponimia
En el año 1025 en la Reja de San Millán, consta como Haztegieta.Otras denominaciones que ha tenido son Cerio (1257), Çerio (1295), Ceryo (1482), Ceriosolo (1606), Ceriocosolaldea (1632), Zerio (2000).

## Localización
Está situado a unos 7 km al este de Vitoria, junto al arroyo de Cerio, afluente del río Alegría. Forma parte de la Zona Rural Este de Vitoria.

## Localidades limítrofes
|                | Norte: Ilárraza |                                |
| Oeste: Ascarza |                 | Este: Villafranca de Estíbaliz |
|                | Sur: Argandoña  |                                |

## Toponimia
Recibía la grafía Çerio en documento de 1294 citado en «Boletín de la Real Academia de la Historia», de octubre de 1883. En la Reja de San Millán, por su parte, aparece como Zerio. Posteriormente la grafía Cerio se convirtió en la habitual para referirse a la localidad.

## Historia
El concejo aparece ya documentado en 1076, por ser objeto, algunos de sus bienes, de donación al monasterio de San Millán. En 1332 fue incorporado a Vitoria, habiendo estado su parroquia bajo el patronato de la Comunidad de Dominicas de San Juan de Quejana.
A mediados del siglo XIX, cuando formaba parte del ayuntamiento de Elorriaga, tenía 50 habitantes. Aparece descrito en el sexto volumen del Diccionario geográfico-estadístico-histórico de España y sus posesiones de Ultramar de Pascual Madoz de la siguiente manera:

CERIO: l. en la prov. de Alava, c. g de las Provincias Vascongadas, aud. terr. de Burgos, dióc. de Calahorra (20 leg.), herm. y part. jud. de Vitoria (1 ½), ayunt. de Elorriaga (1):. sit. en posicion muy cómoda al E. de la cap. de la prov., con clima frio, pero sano, siendo las enfermedades mas comunes fercianas y fiebres: tiene 12 casas reunidas á la parr. (Santiago Apóstol), la cual se halla servida por un cura beneficiado, con título perpetuo, de presentacion de las monjas dominicas de San Juan de Quejana; hay una fuente de aguas muy frescas para el surtido del vecindaraio. Confina el térm. N. con Ilarraza; E. con el santuario de Ntra. Sra. de Estibaliz, S. Argandoña, y O. Escarza. El terreno participa de bueno y mediano, din que falten algunos montes poblados del arbolado propio del pais. Los caminos son carretiles y conducen á Vitoria y Salvatierra. El correo se recibe de Vitoria por balijero. prod.: trigo, cebada, habas, yeros, avena y maiz; cria ganado mular, caballar y vacuno; hay caza de perdices, codornices y liebres. ind.: la agrícola. pobl.: 12 vec., 50 alm. contr. (V. Alava intendencia).
(Madoz, 1847, p. 331)

Décadas después, ya en el siglo XX, se describe de la siguiente manera en el tomo de la Geografía general del País Vasco-Navarro dedicado a Álava y escrito por Vicente Vera y López:

Cerio.—Lugar separado de Vitoria 7,028 metros, con 15 viviendas, 11 de dos pisos y 4 de uno, de ellas 3 inhabitadas, poblado por 61 almas de hecho y 62 de derecho; de las primeras son varones 29 y hembras 32. Es parroquia rural de segunda clase, dedicada al apóstol Santiago, perteneciente al arciprestazgo de Armentia, y en su término está la ermita de San Pelayo. Sobre la iglesia de este lugar ejercían patronato las monjas dominicas de San Juan de Quejana. Los niños asisten á la escuela pública de Ilárraza, distante un kilómetro. Limita, al N., con Ilárraza; al S., con Argandoña; al E., con el santuario de Nuestra eñora de Estíbaliz y al O. con Ascarza; sus tierras de labor son buenas y medianas, recolectándose cereales, legumbres y hortalizas. Tiene este lugar un buen manantial de agua fresca y abundante y algún terreno de monte y prado, en el que se cría ganado vacuno, caballar y lanar. Se comunica por Vitoria por un camino vecinal y se incorporó á dicha ciudad en 1332.
(Vera y López, 1915-1921, p. 342)

## Demografía
En 2018 Cerio cuenta con una población de 29 habitantes según el Padrón Municipal de habitantes del Ayuntamiento de Vitoria. Tienen el apodo de "Toledanos". 
| Gráfica de evolución demográfica de Cerio entre 2000 y 2018                                              |
| |
| Población (2000-2017) según los censos de población del INE. Población según el padrón municipal de 2018 |

## Cultura

### Patrimonio material

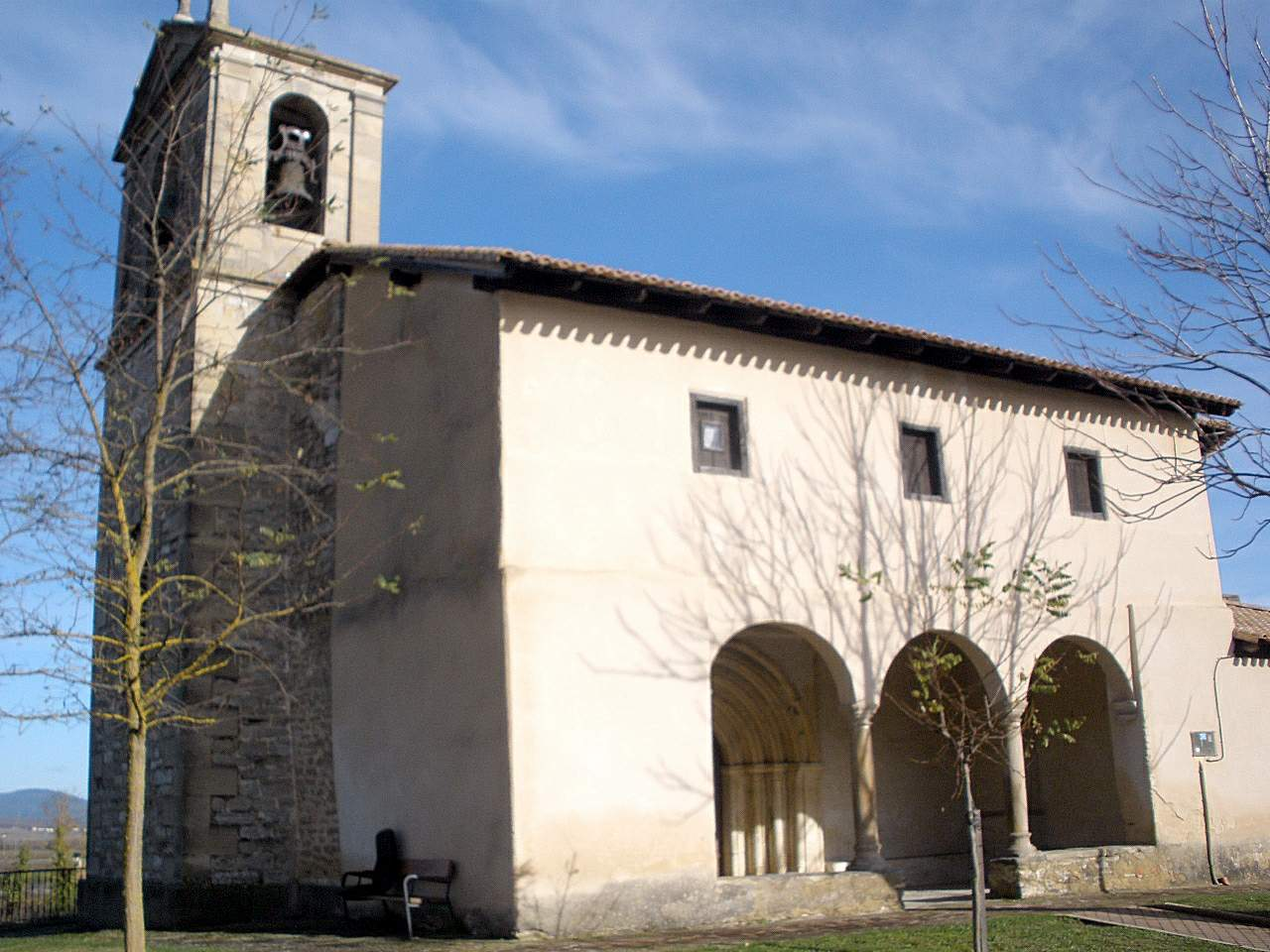
Iglesia de Santiago Apostol en Cerio (Álava)

- Iglesia de Santiago Apostol en Cerio (Álava)Iglesia de Santiago Apóstol. Posee un retablo mayor neoclásico del siglo XVIII, así como una imagen medieval de la Virgen con el niño. Contiene retablos laterales con imágenes de San Sebastián y la Inmaculada.
- Convento de San Juan. Se levantó en el año 1378.[11]
- Rueda de Elespea. Se trata de un molino preindustrial, ubicado junto a un arroyo y en avanzado estado de ruina. Conserva restos como sus paredes de mampostería y el vano adintelado de la estolda, aunque su cubo se encuentra colmatado y sirve como entrada a una finca. Documentado desde 1572, con reparaciones importantes en 1750, funcionó en régimen de socios viqueros hasta cesar su actividad molinera en 1970.[12]

### Patrimonio inmaterial
- Celebraban sus fiestas el 25 de julio (Santiago), hasta que las trasladaron al último domingo de agosto.[11]